# Георги Николов (издател)
Вижте пояснителната страница за други личности с името Георги Николов.
Георги Иванов Николов е български издател. Само за 20 години в края на XIX и началото на ХХ век той става основател, редактор, директор и стопанин на 6 вестника и 2 информационни агенции. За това време успява да мине и през школата на вестник „Мир“, да бъде кореспондент на чужди издания и да изпълни дълга си към родината като участник във войните за национално обединение.

## Биография
Роден е на 20 октомври 1869 г. в Оряхово. Получава образование в университетите в Букурещ и София. Завършва административния отдел при Висшето училище за държавни науки в Букурещ, а години по-късно се образова в дипломатическо-консулския отдел при Свободния университет в София. След завръщането си в България е назначен за подсекретар на окръжното управление във Враца. От есента на 1896 г. се установява в столицата.
Още като студент в Букурещ той живо се интересува от журналистика и се запознава с устройството на ежедневния печат там. Първата му вестникарска публикация е в органа на Народната партия – вестник „Мир“. Тя е отпечатана в брой 180 от 30 ноември 1895 г. и е за живота на българските студенти в румънската столица. Следват три стопански статии отново публикувани в „Мир“ през следващата година.
Георги Николов умира в София на 4 април 1944 г., половин година преди да навърши 75. От тях почти четири десетилетия посвещава на журналистиката. Безспорно най-значимият и най-свидният му проект в областта на медиите е вестник „Дневник“. Това издание става най-дълго излизалият информационен вестник в царство България. Последният му брой е под номер 13395 с дата 8 септември 1944 г. и само превратът на 9 септември прекратява дългия му път. Освен със своя всекидневник, Георги Николов остава в историята на българската журналистика и като създател на още 7 медии и като автор на хиляди журналистически публикации и като автор на 2 книги за българския всекидневен печат.

## „Дневник“ и кариерата на Николов
Със съдействието на Димитър Попов и Константин Величков в края на 1896 г. Георги Николов основава и редактира вестник „Македония“. Изданието се обявява за орган на неосвободените и има за главна задача да примири противоречията между македонските организации. Вестникът излиза едва в 38 броя и прекратява съществуването си на 1 септември 1897 г.
В следващите няколко месеца Георги Николов става кореспондент от София на букурещкия вестник „Универсул“. По-късно за различни периоди от време той е кореспондент и на други румънски вестници като по-известни са „Адевърул“, „Цара“ и „Епоха“. По покана на своя откривател и учител в журналистиката Д. Попов, Николов постъпва в „Мир“. Тук му е поверено да преглежда и редактира хрониката, статии и дописки. Когато Попов напуска редакцията за кратко време, Николов е натоварен с уредбата на вестника.
В началото на 1899 г. Народната партия пада от власт и за главен редактор на „Мир“ е определен Михаил Маджаров. Новият редактор възлага на Георги Николов политическия репортаж и обработката на кореспонденциите от провинцията. До средата на 1901 г. Николов остава в „Мир“, когато поради финансови затруднения и кадрови размествания във вестника е принуден да напусне редакцията.
Почти веднага той и Петър Стаменков започват да издават вестник „Балкански вести“. Това е чисто информационен вестник с много вътрешни и международни новини. В него се публикуват още разкази и политически карикатури, които са дело на студента Иван Славов-Glory. Поради липса на средства само след 53 броя вестникът спира в началото 1902 г.
Мечтата си да създаде сериозен информационен всекидневник по европейски образец Георги Николов реализира в началото на май 1902 г. Тай като не разполага с нужния капитал той привлича за това си начинание като съдружник Иван Брадинов. Последният издава вестник „Оглед“ и го спира заради новото вестникарско предприятие. Така на 7 май 1902 г. се появява брой 1 на всекидневника „Дневник“.
Много скоро между двамата сътрудници избухва конфликт. През есента на 1902 г. когато Николов е на журналистически конгрес в Белград в редакцията по същество е извършен преврат и той е изваден от нея. Отговорът на Николов е светкавичен. Той започва да издава вестник с име „Нов дневник“, който има двойна номерация – собствена и тази на „Дневник“. Форматът, отделите и обликът му са същите като тези на „Дневник“. Освен това Николов успява чрез разпространителите на печата да саботира разпространението на конкурента. По този начин „Дневник“ фактически изчезва от вестникарския пазар и Брадинав е принуден да го спре в края на 1902 г.
Георги Николов продължава да издава „Нов дневник“ вече само с една номерация – тази на „Дневник“. Следващата крачка е направена на 3 март 1903 г. когато преименува „Нов дневник“ на „Дневник“. Вестникът бързо набира скорост и още същата година достига тираж от 4000 броя. Това налага от Германия спешно да се внесе по-модерна печатна машина. Тя е голямо-форматна, затова такъв става и форматът на вестника. Освен това е закупена и цялата печатарска техника на печатница „Зора“ – Казанлък. Вече вестникът може да излиза в две издания. Едното е предназначено за столицата, а второто се разпространява в провинцията. То е допълнено и предатирано с ден по-късно, заради изисквания на разпространителите. Целта е да не се продават вестници със стари дати на провинциалния читател. Николов наема и триетажна сграда в центъра на София. По този начин от края на 1903 г. „Дневник“ се печата в собствена печатна база и това спомага за бързото му налагане като лидер на информационния печат в България.
Същевременно Николов трескаво търси финансов съдружник, който да покрие част от големите разходи. През 1904 г. той създава дружество с търговеца д-р Никола Червениванов. Директор и редактор на вестника и Николов, а съдружникът му поема администрацията.
За членове на редакцията и външни сътрудници на вестника са привлечени както утвърдени имена в българската журналистика и публицистика, така и студенти. За „Дневник“ като редактори и репортери работят известните журналисти Йосиф Хербст, Иван Костов, Сава Илчев, Стоян Гунев, Александър Кипров, Любомир Харизанов, Петър Завоев, Любен Данаилов и други. Художници карикатуристи във вестника са Иван Славов и Александър Божинов. Последният, след конкурс, през 1903 г. създава буквите за името на изданието, които се запазват чак до последния му брой. Вестникът има широка кореспондентска мрежа в страната и чужбина в това число и от Азия и Северна Америка. Сред сътрудниците му са Иван Вазов, Стоян Чилингиров, Михалаки Георгиев, Любомир Бобевски и други.
През 1906 – 1907 г. „Дневник“ достига тираж от 10 000 броя. Въпреки това финансовото положение на изданието е „извънредно тежко“ по думите на Георги Николов. Между сътрудниците избухват спорове кой е виновен за състоянието и откъде да се вземат свежи пари. Във вестника капитали влага Атанас Дамянов. От февруари 1907 г. той става директор и управител на вестника. Това окончателно скарва Николов И Червениванов.
На 30 юли 1907 г. главният редактор Николов публикува в хрониката материал със заглавие: „По организацията на вестник „Дневник“. В него той обяснява, че Дамянов е освободен от длъжностите, които заема, и че директор на вестника си остава „стопанинът му Георги Николов“. Стига се до там, че двамата бивши съдружници взаимно се заплашват с оръжие в ръка. В крайна сметка, от 2 август 1907 г. вестникът става собственост на Атанас Дамянов. На 4 август 1907 г. Георги Николов прибягва до отработен вече вариант. Той възобновява издаването на вестник „Нов дневник“. Сагата завършва с поражение за Николов, който от 3 януари 1908 г. дори преименува „Нов дневник“ на „Реч“, като продължава номерацията на първия. В новия всекидневник Николов е редактор, а директор-стопанин е д-р Нейчо Иванов. Чрез „Реч“ Николов се опитва да продължи „Дневник“ под друго име, но е длъжен да се съобразява с факта, че парите са дават от член на Народната партия. Затова и в списването на „Реч“ дейно участие взимат журналисти, свързани с тази партия.
През 1913 г. Георги Николов прави последния си опит да създаде всекидневен независим информационен вестник. Това е вестник „Епоха“, който излиза обаче само в седем броя от 1 до 7 ноември 1913 г.
В навечерието на Балканската война Георги Николов осъществява нов проект в областта на медиите. Той открива телеграфна кореспондентска служба за чуждия печат под името „Балканска агенция“. Първата кореспонденция на немски и френски е изпратена на 4 март 1911 г. до 630 чужди издания. В нея за пръв път се споменава за възможна абдикация на цар Фердинанд при определени условия. Заради това си становище Николов е притиснат от управляващите и принуден да закрие агенцията си. Веднага след Първата световна война той открива втора агенция с името „Балканска генерална агенция“. Тя има две задачи: „Осветление на местния политически печат за онова, което става вън и осведомление на чуждестранния печат за всичко, което е в България.“
За изпълнението на горното агенцията издава специален бюлетин, първият от които е с дата 15 февруари 1919 г. Изпратени са и 5 кореспонденции до редакциите на 62 вестника и 3 агенции в Европа и Америка. Поради наложена цензура от страна на чуждите окупационни власти в България Николов закрива работата на агенцията си.
През 1922 г. той е награден от цар Борис III с орден „За гражданска заслуга“ по случай четвъртвековната му журналистическа дейност. В края на февруари, редакцията на „Дневник“ посвещава бенефисен брой, по случай 25-годишния юбилей на своя основател Георги Николов.